# Rugby a 15 nel 1999

## Attività internazionale
Il 1999 è l'anno della quarta edizione della Coppa del Mondo di rugby, ospitata dal Galles, con incontri negli altri paesi britannici e in Francia: il successo è per l'Australia che bissa il successo del 1991 davanti alla Francia, capace di superare in semifinale  i favoriti All Blacks.
L'ultimo "Cinque Nazioni" va alla Scozia, grazie anche alla sua vittoria in casa della Francia e alla sconfitta dell'Inghilterra in casa del Galles nell'ultima giornata.
La Nuova Zelanda si aggiudica il Tri Nations, davanti ad un Sudafrica che ha perso lo smalto dell'anno precedente a causa dei dissidi tra Nick Mallett e alcuni giocatori e ad un'Australia alle prese con infortuni vari.
L'Italia, dopo i progressi degli anni precedenti, vive un anno disastroso con sconfitte in serie contro le grandi squadre e un mondiale pessimo.

### Qualificazioni Mondiali
Per completare il quadro delle 20 squadre partecipanti ai mondiali, si disputano i ripescaggi intercontinentali che vedono la qualificazione di Tonga e Uruguay.

### Tour invernali
Si segnalano nel mese di gennaio:
- Il Tour invernale del Canada in Galles
- Il tour della Georgia in Galles:

| Neath 26 gennaio 1999 | Neath RFC | 36 – 11 | Canada XV |  |

| Port Talbot 9 gennaio 1999 | Aberavon RFC | 42 – 0 | Georgia XV |  |

| Neath 17 gennaio 1999 | Neath RFC | 59 – 14 | Georgia XV |  |

| Caerphilly 20 gennaio 1999 | Caerphilly RFC | 36 – 17 | Georgia XV |  |

| Pontypridd 26 gennaio 1999 | Pontypridd RFC | 69 – 7 | Georgia XV |  |

- il tour della selezione ad inviti dei Penguins e del club gallese del Crawshays in Europa dell'est:

| Macarsca 5 gennaio 1999 | Croazia | 10 – 36 | Penguins International |  |

| Praga 20 gennaio 1999 | Rep. Ceca XV | 27 – 31 | Penguin RFC |  |

| Říčany 20 maggio 1999 | Repubblica Ceca U23 | 29 – 55 | Crawshays |  |

| Říčany 23 maggio 1999 | Rep. Ceca XV | 49 – 66 | Crawshays |  |

### I Test di metà anno
A metà anno è tradizione che le selezioni europee in particolare, ma non solo, si rechino fuori dall'Europa o nell'emisfero sud per alcuni test. Si disputano però anche molti incontri tra nazionali dello stesso emisfero Sud, che precedono, dal 1996, la disputa del Tri Nations. Nel 1999, la tradizione non viene meno, anzi i test rivestono particolare importanza come preparazione ai mondiali imminenti. Oltre ai pesanti rovesci dell'Italia vanno segnalate tra le altre:
- Il tour della Francia, che, con molte assenze a fine campionato, si reca nel Pacifico, dove batte Samoa, ma perde a sorpresa con Tonga prima di crollare con la Nuova Zelanda.
- Prima di partire, i Bleus avevano surclassato la Romania in un test tradizionale.
- Il Galles va in Argentina, vincendo due volte contro i Pumas.
- L'Inghilterra cerca riscatto (dopo il 0-76 del 1998) in Australia, ma non va oltre una sconfitta su misura con i Wallabies
- Analogamente si comporta l'Irlanda con due sconfitte sempre con l'Australia.
- La Scozia, secondo la sua tradizione, non si impegna in costose e faticose tournée ma invia una selezione sperimentale in Sudafrica, senza prevedere test match ufficiali.

### Inaugurazione del Millennium Stadium
Viaggio al contrario rispetto alla tradizione per il Sudafrica, che si reca in Galles per inaugurare il nuovo stadio che ospiterà al finale di Cardiff.
| Cardiff 26 giugno 1999 | Galles | 29 – 19 | Sudafrica | Millennium Stadium |

### I test di preparazione ai Mondiali
Da segnalare:
- Gli Stati Uniti prima si recano in Australia e poi in Inghilterra. Cinque partite con altrettante pesanti sconfitte, tra cui spicca il 106-8 contro l'Inghilterra, nell'unico test-match.
- Tour in Galles e Francia, per la Romania, con altrettante sconfitte con club gallesi. Infine una pesante sconfitta ad Edimburgo con la Scozia.
- Un'Argentina in grande crescita supera la Scozia e cede di misura all'Irlanda. Questi risultati saranno sottovalutati sino alla sorprendente vittoria dei Pumas ai mondiali sulla stessa Irlanda.
- Un Canada ambizioso visita Galles e Inghilterra (due sconfitte)
- La Namibia partecipa alla Currie Cup sudafricana, quindi affronta lo Zimbabwe.
- Infine si svolge un test match tra Galles e Francia, il primo al di fuori dal Cinque Nazioni dal 1910. Vittoria ai padroni di casa.

### Test di fine anno
Nel rugby a 15 è tradizione che a fine anno (ottobre-dicembre) si disputino una serie di incontri internazionali che gli europei chiamano "Autumn International"  e gli appassionati dell'emisfero sud "Springtime tour". In particolare le nazionali dell'emisfero Sud si recano in tour in Europa.
Nel 1999 però tale tradizione non è stata rispettata in quanto nello stesso periodo si è disputata la Coppa del Mondo e dunque si son disputati solo match secondari.

### Altri test
- Una serie di test e amichevoli

| Amsterdam 6 marzo 1999 | Paesi Bassi | 6 – 18 | Portogallo |  |

| 20 marzo 1999 | Giappone | 22 – 15 | NS Galles U21 |  |

| Borås 24 aprile 1999 | Svezia A | 33 – 10 | Norvegia |  |

| 5 maggio 1999 | Argentina XV | 40 – 24 | Tucuman |  |

| Singapore 8 maggio 1999 | Singapore | 23 – 3 | Brunei |  |

| 21 novembre 1999 | Florida | 10 – 10 | Isole Cayman |  |

| Rosario (Argentina) 1999 | UR Rosario | 58 – 29 | Cile XV |  |

| Ipoh 1999 | Malaysia | 18 – 14 | Thailandia |  |

| Ipoh 1999 | Sri Lanka | 25 – 3 | Thailandia |  |

### I Barbarians
Pochissimo spazio per la selezione ad inviti dei Barbarians nel 1999:
| Northampton 3 marzo 1999 | East Midlands | 19 – 51 | Barbarians |  |

| Londra 23 maggio 1999 | Leicester Tigers | 33 – 55 | Barbarians | Twickenham |

| Gloucester 9 novembre 1999 | Combined Services | 26 – 45 | Barbarians |  |

## La Nazionale italiana

### Test match in stile Sei nazioni
In anticipo sull'entrata ufficiale, gli azzurri affrontano tra la fine del 1998 e il marzo del 1999 tutte le future avversarie. Dopo il match di novembre a Huddersfield con l'Inghilterra, si affrontano le altre. A dire il vero la Francia che arriva a Genova è una selezione non ufficiale, poiché non sono disponibili i giocatori delle squadre impegnate nelle coppe europee.
A Genova, gli azzurri giocano pochi giorni dopo l'improvvisa scomparsa di Ivan Francescato. Dopo un primo tempo alla pari, gli azzurri crollano sotto i colpi dei Francesi. Il disastro procede con Scozia e Galles.
Solo a Dublino le cose vanno meglio, ma dopo un primo tempo in vantaggio, giocato a favore di vento, gli azzurri crollano.
La squadra è in piena crisi, Georges Coste ha annunciato che lascerà la squadra dopo i mondiali, rinunciando ad un rinnovo a cui avrebbe avuto diritto. Dilaniata da faide interne, da problemi economici relativi ai premi, ma soprattutto dall'invecchiamento di molti giocatori non sostituiti degnamente, almeno per il momento, la squadra perde colpi e subisce rovesci clamorosi.
| Genova 30 gennaio 1999 | Italia | 24 – 49 | Francia XV | Luigi Ferraris |

| Edimburgo 6 marzo 1999 | Scozia | 30 – 12 | Italia | Murrayfield |

| Treviso 20 marzo 1999 | Italia | 21 – 60 | Galles | Monigo |

| Dublino 10 aprile 1999 | Irlanda | 39 – 30 | Italia | Lansdowne Road |

### Il Tour in Sudafrica
Con la squadra così ridotta, gli azzurri con molte assenza si recano in Sudafrica per un tour di proporzioni disastrose, dove subiscono 175 punti a 3 nei due test match con il Sudafrica (3-74 e 0-101)

### Il torneo dell'Aquila
Dopo il tour la federazione decide di affidare la squadra a Massimo Mascioletti nominando Georges Coste coordinatore delle nazionali, ruolo simbolico che il francese lascerà presto. Non si risolvono le questioni economiche e i problemi di spogliatoio. Al torneo dell'Aquila, gli azzurri conquistano le uniche due vittorie dell'anno contro le modestissime squadre di Spagna e Uruguay, ma crollano nel secondo tempo contro le Figi guidate dal futuro C.T. azzurro Brad Johnstone.
| Avezzano 22 agosto 1999 | Italia | 49 – 17 | Uruguay |  |

| L'Aquila 26 agosto 1999 | Italia | 42 – 11 | Spagna |  |

| L'Aquila 28 agosto 1999 | Italia | 32 – 50 | Figi |  |

### La Coppa del Mondo
L'esordio con l'Inghilterra è drammatico (7-67); l'Italia perde anche contro Tonga (25-28), quando nel recupero un drop la condanna ad una sconfitta imprevista. Contro gli All Blacks non c'è partita per gli azzurri (3-101) che chiudono un anno da incubo. La federazione esonera Mascioletti ed ingaggia Brad Johnstone come nuovo C.T.

## Tornei internazionali
|  | Super 12        | Crusaders   |
|  | Heineken Cup    | Ulster      |
|  | European Shield | Montferrand |

## Campionati nazionali
- Africa:

| Sudafrica | Currie Cup  | Golden Lions  |
|           | Vodacom Cup | Gauteng Lions |
|           | Vodacom Cup | Golden Lions  |

- Americhe:

| Argentina   | Interprovinciale      | Buenos Aires           |
|             | Nacional de Clubes    | La Tablada de Corboda  |
|             | Camp. di Buenos Aires | San Isidro             |
| Brasile     | Campionato            | SPAC                   |
| Canada      | Super League          | Vancouver Crimson Tide |
| Stati Uniti | Superleague           | Denver Barbarians      |
|             | Campionato            | Aspen                  |

- Asia:

| Giappone | Campionato | Toshiba Fushu |

- Europa:

| Irlanda     | AIB League               | Cork Constitution      |
|             | Interprovinciale         | Munster                |
| Galles      | Campionato               | Llanelli RFC           |
|             | WRU Challenge Cup        | Swansea RFC            |
| Inghilterra | Coppa                    | London Wasps           |
|             | Campionato delle Contee  | Cornovaglia            |
|             | Campionato               | Leicester Tigers       |
| Francia     | Camopionato              | Stade Toulousain       |
|             | Challenge du Manoir      | Stade Français         |
| Italia      | Coppa                    | Non disputata          |
|             | Campionato               | Benetton Treviso       |
| Scozia      | Campionato dei distretti | Gala                   |
|             | Campionato               | Heriot's Former pupils |
| Georgia     | Campionato               | Datvebi                |
| Portogallo  | Campionato               | Direito Cascais        |
|             | Coppa                    | Agronomia              |
| Romania     | Campionato               | Steaua Bucarest        |
|             | Coppa di Romania         | Universitatea Cluj     |
| Russia      | Campionato               | VVA-Podmoskovye Monino |
| Spagna      | Spagna (Copa del Rey)    | El Salvador Valladolid |

- Oceania:

| Nuovo Galles del Sud | Shute Shield                     | Eastwood |
| Queensland           | Premier Rugby                    | Easts    |
| Australia            | Interstate                       |          |
| Nuova Zelanda        | National Provincial Championship | Auckland |